# 1939 في الولايات المتحدة
فيما يلي قوائم الأحداث التي وقعت خلال عام 1939 في الولايات المتحدة.

## أحداث
- 13 يناير – خطوط نورث ويست الجوية الرحلة 1
- 1 يناير – مشروع مانهاتن

## سياسة

### تعيين في المنصب
- 1 يناير – أرشبيلد ماكليش أمين مكتبة الكونغرس.
- 1 يناير – تشارلز بوليتي نائب حاكم نيويورك [الإنجليزية]‏.
- 2 يناير – روبرت تايلور جونز حاكم ولاية أريزونا [الإنجليزية]‏.
- 2 يناير – فرانك ميرفي نائب عام الولايات المتحدة.
- 17 يناير – آرثر جيمس حاكم ولاية بنسلفانيا [الإنجليزية]‏.
- 1 سبتمبر – جورج مارشال رئيس أركان جيش الولايات المتحدة.

### انتهاء فترة المنصب
- 1 يناير – فرانك ميرفي حاكم ميشيغان [الإنجليزية]‏.
- 2 يناير – فرانك فينلي مريم حاكم كاليفورنيا.
- 2 يناير – هوميروس ستيل كامينغز نائب عام الولايات المتحدة.
- 3 يناير – وليام برادلي أومستد عضو مجلس النواب الأمريكي.
- 12 يناير – نيلسون جورج كراسكيل حاكم أيوا [الإنجليزية]‏.

## ظهور
- 1 يناير – غلامور

## أفلام
من الأفلام التي صدرت هذه السنة في الولايات المتحدة:
- 1 يناير – ابن فرانكشتاين من إخراج رولاند في. لي.
- 1 يناير – الثنائي الطائر من إخراج أي إدوارد ساذرلاند.
- 1 يناير – السيد سميث يذهب إلى واشنطن من إخراج فرانك كابرا.
- 1 يناير – النصر الأسود من إخراج إدموند غولدنغ [الإنجليزية]‏.
- 1 يناير – طوفيا من إخراج Maurice Schwartz [الإنجليزية]‏.
- 1 يناير – علاقة حب من إخراج ليو مكاري.
- 1 يناير – عن الفئران والرجال من إخراج لويس مايلستون، نيت وات.
- 1 يناير – عندما يأتي الغد من إخراج جون إم. شتال.
- 1 يناير – كلب آل باسكرفيل من إخراج Sidney Lanfield [الإنجليزية]‏.
- 1 يناير – مرتفعات ويذرنج من إخراج ويليام وايلر.
- 1 يناير – مغامرات شرلوك هولمز من إخراج Alfred L. Werker [الإنجليزية]‏.
- 1 يناير – نينوتشكا من إخراج إرنست لوبيتش، جون واترس (مخرج).
- 15 فبراير – عربة الجياد من إخراج جون فورد.
- 15 ديسمبر – ذهب مع الريح من إخراج فيكتور فليمنغ، سام وود، جورج كوكور.

## كتب
من الكتب التي صدرت هذه السنة في الولايات المتحدة:
- 1 يناير – جوني حمل سلاحه من تأليف دالتون ترامبو.
- 1 يناير – كتاب الجرذ العجوز عن القطط العملية من تأليف ت. س. إليوت.
- 14 أبريل – عناقيد الغضب من تأليف جون ستاينبيك.
- 1 أكتوبر – في جدران إيريكس من تأليف هوارد فيليبس لافكرافت.

## مواليد

### يناير
- 1 يناير – باربارا آسكينز مخترعة أمريكية، تعمل في ناسا.
- 1 يناير – تشارلز تاكستون كيميائي من الولايات المتحدة الأمريكية.
- 1 يناير – جون روسو مخرج أفلام أمريكي.
- 1 يناير – جيرول واين ليتلس
- 2 يناير – هوارد براندت فيزيائي أمريكي.
- 7 يناير – توماس طومسون
- 11 يناير – ريتشارد بوسنر
- 21 يناير – توم ستيث لاعب كرة سلة أمريكي.
- 26 يناير – سكوت جلين
- 28 يناير – جون إم فابيان رائد فضاء أمريكي.
- 31 يناير – جوني إيغان

### فبراير
- 2 فبراير – ديل مورتنسن عالم اقتصاد أمريكي.
- 3 فبراير – مايكل تشيمينو
- 6 فبراير – مايك فاريل ممثل أمريكي.
- 14 فبراير – يوجين فاما
- 21 فبراير – دون فولمير ملاكم من الولايات المتحدة الأمريكية.
- 23 فبراير – روجر كايزر مدرب كرة سلة من الولايات المتحدة الأمريكية.
- 23 فبراير – لي شافير لاعب كرة سلة أمريكي.
- 26 فبراير – تشاك ويبنير ملاكم من الولايات المتحدة الأمريكية.
- 27 فبراير – بيتر ريفسون

### مارس
- 4 مارس – جاك بليون
- 10 مارس – لوتس مارتن ملاكم من الولايات المتحدة الأمريكية.
- 14 مارس – جون روث
- 14 مارس – ريموند باري
- 14 مارس – ويليام بي لينوار رائد فضاء أمريكي.
- 19 مارس – جيمس ديوتر ممثل أمريكي.
- 21 مارس – فريد فيشر فيلدينغ محامي أمريكي.
- 26 مارس – فيليب آر ألين
- 31 مارس – أوربي بولينغ لاعب كرة سلة أمريكي.

### أبريل
- 1 أبريل – آلي ماكغرو ممثلة أمريكية.
- 2 أبريل – أنتوني ليك
- 2 أبريل – ريتشارد والتر ثوماس مؤرخ وشاعر وأستاذ جامعي.
- 2 أبريل – مارفين غاي
- 3 أبريل – بول كريغ روبرتس عالم اقتصاد أمريكي.
- 4 أبريل – إيرني تيريل
- 4 أبريل – بيل بريدجز لاعب كرة سلة أمريكي.
- 7 أبريل – فرانسيس فورد كوبولا
- 11 أبريل – لويز لاسر ممثلة أمريكية.
- 11 أبريل – وايتي مارتن لاعب كرة سلة من الولايات المتحدة الأمريكية.
- 19 أبريل – جاك فولي لاعب كرة سلة أمريكي.
- 20 أبريل – بيتر بيجل كاتب أمريكي.
- 22 أبريل – جايسون ميلر
- 28 أبريل – هانك ويتني لاعب كرة سلة من الولايات المتحدة الأمريكية.

### مايو
- 1 مايو – راي أرانا
- 3 مايو – دينيس أونيل
- 4 مايو – بول جليسون ممثل أمريكي.
- 5 مايو – جيمس روبرت جونز سياسي أمريكي.
- 6 مايو – كين بلانشارد
- 9 مايو – جيمس ماكسويل باردين فيزيائي أمريكي.
- 12 مايو – رون زيغلر سياسي من الولايات المتحدة الأمريكية.
- 13 مايو – هارفي كيتل ممثل أمريكي.
- 19 مايو – فرانسيس سكوبي رائد فضاء أمريكي.
- 21 مايو – ديفيد غروه ممثل أمريكي.
- 22 مايو – لاري سيغفريد لاعب كرة سلة أمريكي.
- 25 مايو – ديكسي كارتر
- 27 مايو – دون ويليامز

### يونيو
- 6 يونيو – ماريان إيدلمان
- 8 يونيو – بيرني كيسي ممثل أمريكي.
- 9 يونيو – ألفريد مولر فيزيائي من الولايات المتحدة الأمريكية.
- 9 يونيو – ليتي كوتين بوجريبين
- 11 يونيو – كريستينا كروفورد
- 20 يونيو – أليس بالمر سياسية من الولايات المتحدة الأمريكية.
- 21 يونيو – تشارلز جنكس
- 25 يونيو – ألن فوكس لاعب كرة مضرب من الولايات المتحدة.
- 26 يونيو – تشاك روب سياسي أمريكي.

### يوليو
- 1 يوليو – كارين بلاك
- 3 يوليو – جيمس دبليو يورك فيزيائي أمريكي.
- 4 يوليو – إد بيرنارد ممثل أمريكي.
- 4 يوليو – فرانكي ديبولا ملاكم من الولايات المتحدة الأمريكية.
- 12 يوليو – دينيس رايمر عسكري من الولايات المتحدة الأمريكية.
- 14 يوليو – بيتر دوريي ممثل أمريكي.
- 14 يوليو – بيتر غلدريج عالم فلك أمريكي.
- 14 يوليو – سيد هيغ
- 16 يوليو – باري سيل
- 20 يوليو – جودي شيكاغو فنانة أمريكية.
- 24 يوليو – والت بيلامي لاعب كرة سلة من الولايات المتحدة الأمريكية.
- 27 يوليو – تيد لوكينبيل لاعب كرة سلة من الولايات المتحدة الأمريكية.
- 28 يوليو – تشارلز سيفرز ممثل أمريكي.
- 30 يوليو – بيتر بوغدانوفيتش

### أغسطس
- 2 أغسطس – بنجامين باربر
- 2 أغسطس – جيمس ج. كوك مؤرخ أمريكي.
- 2 أغسطس – ويس كرافن
- 4 أغسطس – فرانك فنسنت ممثل أمريكي.
- 8 أغسطس – ديفيد راي غريفن فيلسوف أمريكي.
- 8 أغسطس – ديني موير ملاكم من الولايات المتحدة الأمريكية.
- 12 أغسطس – جورج هاميلتون ممثل أمريكي.
- 17 أغسطس – جوش ماكدويل كاتب أمريكي.
- 17 أغسطس – كليف مولير رياضياتي أمريكي.
- 20 أغسطس – جيمس هارتل فيزيائي أمريكي.
- 21 أغسطس – كلارنس ويليامز الثالث ممثل أمريكي.
- 22 أغسطس – فاليري هاربر
- 25 أغسطس – كريس ديكرسون
- 29 أغسطس – جويل شوماخر مخرج أفلام أمريكي.
- 29 أغسطس – وليم فولتن رياضياتي أمريكي.
- 30 أغسطس – اليزابيث اشلي ممثلة أمريكية.

### سبتمبر
- 1 سبتمبر – ليلي توملن
- 5 سبتمبر – دونا أندرسون ممثلة أمريكية.
- 5 سبتمبر – كلوديت كولفن
- 11 سبتمبر – تشارلز غيشكي عالم حاسوب أمريكي.
- 13 سبتمبر – ريتشارد كييل ممثل أمريكي.
- 13 سبتمبر – لاري سبيكس صحفي من الولايات المتحدة الأمريكية.
- 16 سبتمبر – بيل ماكغيل لاعب كرة سلة أمريكي.
- 17 سبتمبر – ديفيد سوتر
- 18 سبتمبر – فريد ويلارد
- 26 سبتمبر – مايكل بلودجيت
- 29 سبتمبر – آرت ويليامز لاعب كرة سلة أمريكي.

### أكتوبر
- 1 أكتوبر – جورج روبرت كاروثرز فيزيائي أمريكي.
- 7 أكتوبر – جون هوبكروفت
- 8 أكتوبر – لين ستيوارت محامية أمريكية.
- 14 أكتوبر – رالف لورين
- 18 أكتوبر – لي هارفي أوزوالد
- 23 أكتوبر – ستانلي أندرسون ممثل أمريكي.
- 24 أكتوبر – بولا غن ألين
- 24 أكتوبر – ف. موراي أبراهام ممثل أمريكي.
- 25 أكتوبر – زيلمو بيتي لاعب كرة سلة أمريكي.
- 28 أكتوبر – جين كويغلي
- 30 أكتوبر – غراس سليك
- 30 أكتوبر – ليلاند هارتوال

### نوفمبر
- 2 نوفمبر – توم ثاكر لاعب كرة سلة أمريكي.
- 6 نوفمبر – جون تريسفانت لاعب كرة سلة أمريكي.
- 7 نوفمبر – باربارا لسكوف
- 10 نوفمبر – روسل مينس سياسي أمريكي.
- 11 نوفمبر – باتريك ب. كاروانا ضابط من الولايات المتحدة الأمريكية.
- 14 نوفمبر – بنيامين جيروم سياسي أمريكي.
- 15 نوفمبر – يافيت كوتو ممثل أمريكي.
- 18 نوفمبر – جون أوكيف
- 19 نوفمبر – ريتشارد زير كيميائي أمريكي.
- 20 نوفمبر – جيري كولانجيلو
- 22 نوفمبر – ألين غارفيلد ممثل أمريكي.
- 25 نوفمبر – مارتن فلدستين عالم اقتصاد أمريكي.
- 26 نوفمبر – تينا ترنر
- 26 نوفمبر – جورج باترسون لاعب كرة سلة أمريكي.
- 26 نوفمبر – مارك مارغوليس ممثل أمريكي.
- 30 نوفمبر – ستيفن إل. أدلر

### ديسمبر
- 2 ديسمبر – هاري ريد سياسي أمريكي.
- 3 ديسمبر – دون كالفا ممثل أمريكي.
- 4 ديسمبر – فريدي كانون موسيقي أمريكي.
- 7 ديسمبر – غاري فيليبس لاعب كرة سلة أمريكي.
- 11 ديسمبر – بيبو نوردمان
- 11 ديسمبر – توم هايدن سياسي أمريكي.
- 12 ديسمبر – بر ماكليلان محامي أمريكي.
- 12 ديسمبر – جورج بلاني
- 14 ديسمبر – ستيفن كوك
- 18 ديسمبر – هارولد فرموس عالم فيروسات من الولايات المتحدة الأمريكية.
- 24 ديسمبر – دين كورل قاتل متسلسل من الولايات المتحدة الأمريكية.
- 25 ديسمبر – رويس دي أبلغيت ممثل أمريكي.
- 26 ديسمبر – لين مورلي مارتن سياسية أمريكية.
- 27 ديسمبر – جون أموس
- 27 ديسمبر – ميل نويل لاعب كرة سلة أمريكي.
- 31 ديسمبر – بيتر كاميخو سياسي أمريكي.

## وفيات

### يناير
- 1 يناير – توم روني (مواليد 1881)
- 6 يناير – جو أريدي (مواليد 1915)

### فبراير
- 17 فبراير – فريد غامبل (مواليد 1868) ممثل من الولايات المتحدة الأمريكية.

### مارس
- 3 مارس – إدموند ويلسون (مواليد 1856)
- 5 مارس – جون جي سارجنت (مواليد 1860) محامي من الولايات المتحدة الأمريكية.
- 24 مارس – ريتشارد هاليبورتون (مواليد 1900) كاتب أمريكي.

### مايو
- 20 مايو – جون م. باركر (مواليد 1863) سياسي أمريكي.
- 26 مايو – تشارلس هوراس مايو (مواليد 1865) طبيب أمريكي.

### يونيو
- 1 يونيو – ديفيد بيك تود (مواليد 1855) عالم فلك أمريكي.
- 6 يونيو – جورج فوسيت (مواليد 1860)
- 27 يونيو – مارغريت كامبل (مواليد 1883)

### يوليو
- 23 يوليو – جاك دافي (مواليد 1882) ممثل من الولايات المتحدة الأمريكية.

### أغسطس
- 23 أغسطس – سيدني هوارد (مواليد 1891) كاتب أمريكي.
- 28 أغسطس – هنري سميث بريتشيت (مواليد 1857) عالم فلك أمريكي.

### سبتمبر
- 12 سبتمبر – هنري تشاندلر كاولز (مواليد 1869) عالم نبات أمريكي.
- 15 سبتمبر – صموئيل ف . ستيوارت (مواليد 1872) سياسي أمريكي.

### أكتوبر
- 7 أكتوبر – هارفي كوشينغ (مواليد 1869)
- 13 أكتوبر – فورد ستيرلينج (مواليد 1883)
- 18 أكتوبر – تشارلز مايكل شواب (مواليد 1862) مهندس من الولايات المتحدة الأمريكية.

### نوفمبر
- 1 نوفمبر – كلود جيلينغواتر (مواليد 1870) ممثل من الولايات المتحدة الأمريكية.
- 11 نوفمبر – بوب مارشال (مواليد 1901)
- 15 نوفمبر – فيدريك ستوكس (مواليد 1857) ناشر من الولايات المتحدة الأمريكية.
- 16 نوفمبر – بيرس بتلر (مواليد 1866)

### ديسمبر
- 12 ديسمبر – دوغلاس فيربانكس (مواليد 1883) ممثل أمريكي.
- 27 ديسمبر – رينالدو كونيو (مواليد 1877) رسام أمريكي.